# Храм Вознесения Господня (Кимры)
Хра́м в честь Вознесе́ния Госпо́дня (Вознесе́нская це́рковь) — православный храм в городе Кимры Тверской и Кашинской епархии Тверской митрополии Русской православной церкви.

## История

### Строительство
Храм был построен в 1813 году в честь окончания Отечественной войны 1812 года на месте стоявшей здесь ранее деревянной церкви. Строительство шло на средства прихожан и братьев Башиловых — зажиточных купцов. Колокольня и трапезная были закончены в 1829 году преимущественно на средства купца Мошкина. Устройство внутреннего убранства и золочение крестов шло также на его средства.
В ризнице храма до революции хранилась грамота соправителей русского государства (царей Ивана, Петра и их сестры Софьи Алексеевны, выданная к 1688 году на имя боярина Фёдора Салтыкова на владение Кимрской вотчиной. Текст грамоты был написан на пергаменте, славянской вязью. Грамота имела вислую на серебряном шнуре печать и хранилась в большом киоте из красного дерева за стеклом.
Прихожанами храма были не только жители села Кимры, но и ряда близлежащих деревень. По статистическим данным за 1901 год число кимряков, приписанных к храму, составляло 710 душ, также более 200 от местных деревень.

### Советское время
После Октябрьской революции местная власть и ВЧК изъяли храм у церковных властей. В 1920—1930 гг. храм работал, но в 1941 году его всё-таки закрыли.
В 1942 году в церкви размещался маслобойный завод, было пристроено здание котельной. Затем завод закрыли, на его площади разместились склады Кимрского торгового общества.
В середине 1990 года горсовет прислушался к просьбам верующих и принял решение о передаче им храма. В 1991 году в церкви начались регулярные богослужения.

### Наше время
В данный момент в храме ремонт внутренних помещений, полностью восстановлен фасад и колокольня церкви. Планируется реставрация центрального купола, идет ремонт здания будущих мастерских — столярных, слесарных, кожевенных. При храме воскресная школа и реабилитационный центр наркозависимых «Радуга», церковно-приходская библиотека. Рядом расположена часовня, освященная в честь Кимрских новомучеников Федора Колерова, Михаила и Анания.
Настоятель храма — протоиерей Андрей Лазарев.

## Архитектура
Храм выстроен из кирпича, оштукатурен, детали декора выполнены из белого камня. Имеет апсиду, трапезную, два придела. Четырёхъярусная стройная колокольня увенчана барабанчиком с главкой. До революции на ней звонили 10 колоколов. Главный престол храма — Вознесения Господня, правый придел — Успения Божьей матери, левый — Великомученика Дмитрия Солунского.